# Il cappotto (film 1926)
Il cappotto (Шине́ль, Shinel) è un film sovietico del 1926, diretto da Grigorij Kozincev e Leonid Trauberg, basato sui racconti La Prospettiva Nevskij e Il cappotto di Nikolaj Gogol'.